# Grand Prix Japonska 1977
Grand Prix Japonska 1977 (oficiálně XII Japanese Grand Prix) se jela na okruhu Fuji Speedway v Ojama v Japonsku dne 23. října 1977. Závod byl sedmnáctým a zároveň posledním v pořadí v sezóně 1977 šampionátu Formule 1.

## Závod
| Poř.   | No. | Jezdec             | Konstruktér        | Počet kol | Čas/Odstoupení    | Pořadí na startu | Body |
| ------ | --- | ------------------ | ------------------ | --------- | ----------------- | ---------------- | ---- |
| 1      | 1   | James Hunt         | McLaren-Ford       | 73        | 1:31:51.68        | 2                | 9    |
| 2      | 12  | Carlos Reutemann   | Ferrari            | 73        | + 1:02.45         | 7                | 6    |
| 3      | 4   | Patrick Depailler  | Tyrrell-Ford       | 73        | + 1:06.39         | 15               | 4    |
| 4      | 17  | Alan Jones         | Shadow-Ford        | 73        | + 1:06.61         | 12               | 3    |
| 5      | 26  | Jacques Laffite    | Ligier-Matra       | 72        | Nedostatek paliva | 5                | 2    |
| 6      | 16  | Riccardo Patrese   | Shadow-Ford        | 72        | + 1 kolo          | 13               | 1    |
| 7      | 8   | Hans-Joachim Stuck | Brabham-Alfa Romeo | 72        | + 1 kolo          | 4                |      |
| 8      | 19  | Vittorio Brambilla | Surtees-Ford       | 71        | + 2 kola          | 9                |      |
| 9      | 50  | Kunimicu Takahaši  | Tyrrell-Ford       | 71        | + 2 kola          | 22               |      |
| 10     | 20  | Jody Scheckter     | Wolf-Ford          | 71        | + 2 kola          | 6                |      |
| 11     | 52  | Kazujoši Hošino    | Kojima-Ford        | 71        | + 2 kola          | 11               |      |
| 12     | 9   | Alex Ribeiro       | March-Ford         | 69        | + 4 kola          | 23               |      |
| Ret    | 6   | Gunnar Nilsson     | Lotus-Ford         | 63        | Převodovka        | 14               |      |
| Ret    | 22  | Clay Regazzoni     | Ensign-Ford        | 43        | Motor             | 10               |      |
| Ret    | 7   | John Watson        | Brabham-Alfa Romeo | 29        | Převodovka        | 3                |      |
| Ret    | 2   | Jochen Mass        | McLaren-Ford       | 28        | Motor             | 8                |      |
| Ret    | 23  | Patrick Tambay     | Ensign-Ford        | 14        | Motor             | 16               |      |
| Ret    | 3   | Ronnie Peterson    | Tyrrell-Ford       | 5         | Nehoda            | 18               |      |
| Ret    | 11  | Gilles Villeneuve  | Ferrari            | 5         | Nehoda            | 20               |      |
| Ret    | 27  | Jean-Pierre Jarier | Ligier-Matra       | 3         | Motor             | 17               |      |
| Ret    | 5   | Mario Andretti     | Lotus-Ford         | 1         | Kolize            | 1                |      |
| Ret    | 51  | Noritake Takahara  | Kojima-Ford        | 1         | Kolize            | 19               |      |
| Ret    | 18  | Hans Binder        | Surtees-Ford       | 1         | Kolize            | 21               |      |
| Zdroj: |     |                    |                    |           |                   |                  |      |

## Průběžné pořadí po závodě
Pohár jezdců
| Pořadí | Jezdec           | Body |
| ------ | ---------------- | ---- |
| 1      | Niki Lauda       | 72   |
| 2      | Jody Scheckter   | 55   |
| 3      | Mario Andretti   | 47   |
| 4      | Carlos Reutemann | 42   |
| 5      | James Hunt       | 40   |
| Zdroj: |                  |      |

Pohár konstruktérů
| Pořadí | Konstruktér        | Body    |
| ------ | ------------------ | ------- |
| 1      | Ferrari            | 95 (97) |
| 2      | Lotus-Ford         | 62      |
| 3      | McLaren-Ford       | 60      |
| 4      | Wolf-Ford          | 55      |
| 5      | Brabham-Alfa Romeo | 27      |
| Zdroj: |                    |         |